# 余若薇
余若薇，SC，JP（1953年9月11日—），籍貫上海 ，香港資深大律師，前公民黨黨魁及主席、香港立法會議員及前香港大律師公會主席。

## 背景
余若薇生於香港，祖籍上海，是天主教徒。曾就讀於一所中文小學（小一）、嘉諾撒聖方濟各學校（小二至小六）、嘉諾撒聖方濟各書院（中一至中五；文科）和聖保羅男女中學（中六至中七）。當時其母親希望她可以入讀英文小學，於是向同區所有英文小學叩門報名。結果獲嘉諾撒聖方濟各學校取錄入讀小學二年級。直至余在嘉諾撒聖方濟各書院修畢中五年級，校方認為她的成績優異是學校的功勞，既不讓她轉校升讀預科，又不發出畢業證書。最終余若薇依然在聖保羅男女中學完成預科學位，再修讀香港大學法律學士，倫敦政治經濟學院法律碩士。
及後於1993年，余若薇獲委任為御用大律師；1997年中國接收香港主權不久香港居留權的法理基礎引起爭論，在任期間堅持在香港法律制度內解決而不尋求全國人大釋法，自此為人悉知。2000年至2006年間獲委任為建築物上訴審裁處主席，1999年至2003年擔任消費品安全上訴委員會主席，2000年參與香港立法會選舉，並成為至2012年為止三屆立法會議員。2010年香港政制改革爭議不絕，行政長官曾蔭權邀請她上電視直播一對一辯論，引起一時風話。此前，她於2006年至2010年期間是公民黨創黨黨魁，2011年改任黨主席，屬泛民主派。

## 事業發展
余若薇在加入政壇前，她曾擔任香港大律師公會會長。在香港主權移交中國，在居港權問題上，反對人大釋法的堅定立場，漸為港人所認識。於2000年9月程介南因貪污醜聞辭職，余若薇出選立法會議席香港島地方選區補選，得到民主派一眾支持，壓倒性贏得議席，從此踏入政壇。

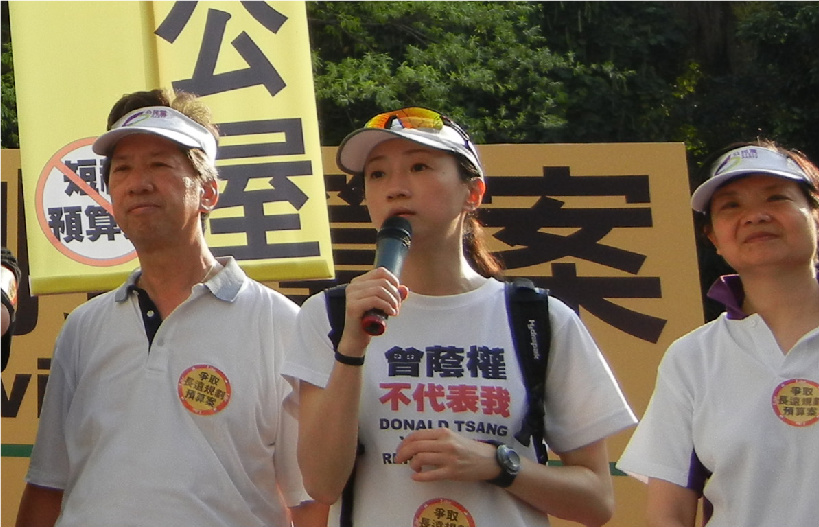
余若薇（右）與公民黨兩位立法會議員湯家驊和陳淑莊，出席反財政預算案遊行

2002年，香港政府有意為《基本法》第二十三條立法，當時她與其他出身自大律師公會的法律界人士，包括梁家傑、吳靄儀、湯家驊、香港大學學者陳文敏、中文大學政政系教授戴大為等合組廿三條關注組，在公眾未留意二十三條諮詢文件問題，不斷地向香港市民力陳《基本法》二十三條立法的弊端。她個人在議會上，就二十三條立法的弊端與前保安局局長葉劉淑儀針鋒相對，因而得到了民主女神的稱號。由於她與廿三條關注組的成員以理性、溫和而堅定的方法，向香港市民陳述利弊之處，不單令香港市民參與反對二十三條運動，也令她的聲望在香港七一遊行後節節上升。
2004年，港人開始關注香港基本法第四十五條及六十八條，就2007年第三屆行政長官與零八年第四屆立法會選舉方法之規定。余若薇與其他數位大律師如陳文敏、張健利、梁家傑、李志喜、吳靄儀與湯家驊，律師張達明和帝理邁，及前香港立法局議員陸恭蕙等組成四十五條關注組，推動零七零八雙普選。因普選議題獲得大部分港人支持，加上其溫和、中產和專業的形象而獲得市民普遍歡迎。
於2004年夥同前綫的何秀蘭於港島區合組名單出選2004年香港立法會選舉，因民望高企在民調下一度大幅領先，而有「吸票機」及「票后」稱號。後卻因另一張泛民主派名單李柱銘與楊森的組別宣稱告急而流失大量選票，導致泛民主派配票失敗，最終該名單只得73,844票，余若薇成功出線，但何秀蘭則以815票之差敗於民建聯的蔡素玉。四十五條關注組成員及其他人士於 2006年3月19日組成香港公民黨，余若薇出任首任黨魁。2012年12月1日，公民党领导层换届，余若薇众望所归出任党主席。
其後於2008年，余若薇參與2008年立法會選舉於港島區出選，合組名單包括新人陳淑莊及容詠嫦。根據港大民意調查，余若薇一直是前一屆民望最高的立法會議員。她欲於2008年立法會選舉提拔新人，自願擔任名單第二位，最後成功連任，並且把新人陳淑莊帶入議會，是港島區得票最多的名單。但名單扣除陳淑莊當選所須的票數後，僅餘30,362票，只能讓余若薇取得港島選區最後一席，較第五位的四年前的參選拍檔何秀蘭還少525票。
擔任立法會議員期間，根據港大民意網站的調查，余若薇一直是評分最高的議員之一，可是在公民黨於2011年被指涉及港珠澳大橋環境評估報告司法覆核及外傭居港權司法覆核後，她的評分大跌。余若薇本欲於2012年香港立法會選舉提拔郭家麒重返議會，自願擔任名單第二位，但最終未能入局。

## 與曾蔭權電視辯論政改

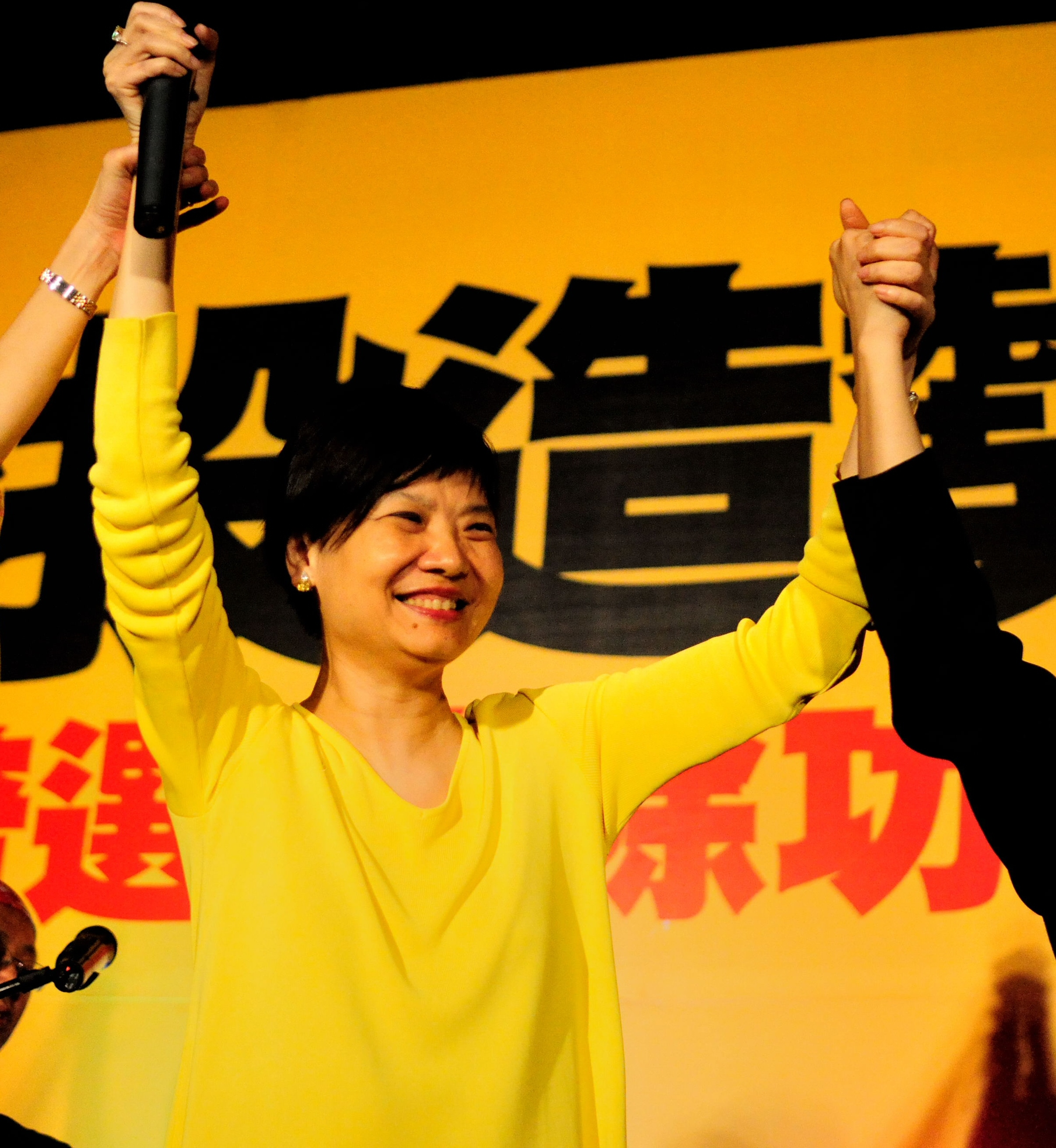
余若薇在2010年五區公投爭取真普選大會上

在2010年5月20日，行政長官曾蔭權邀請她在6月17日的晚上6時35分至7時30分參與電視辯論，討論2012年政改方案。辯論在政府總部舉行，並由獨立人士資深傳媒人吳明林主持此電視辯論。各大傳媒皆會現場直播，無線6時30分新聞會押後，亞視新聞則會縮短。余以壓倒性姿態勝出，民調顯示七成市民認為余表現勝過曾。

## 個人生活
余若薇已婚，與丈夫胡健維醫生育有三名女兒，家翁胡百富，曾在1950年代出任市政局議員長達13年，胡百富之兄為前立法局首席非官守議員胡百全，胡百全之妾為息影女星黃夏蕙。余弟余若海亦是資深大律師。
2007年，余若薇在診治中發現腦部出現一個3毫米的動脈瘤，若血管瘤爆開隨即中風或致命，她也表示現會積極面對，並如常工作。

## 學歷
- 嘉諾撒聖方濟各學校（1960 - 1965）
- 嘉諾撒聖方濟各書院（1965 - 1970）[8]
- 聖保羅男女中學（1970 - 1972）
- 香港大學法律學士（1972 - 1975）
- 倫敦政治經濟學院法律碩士（1975 - 1976）
- College of Law（英國大律師資格考試課程）（1976 - 1977）
- 英國大律師（1977）
- 香港大律師（1978）
- 香港御用大律師（1993）
- 香港資深大律師（1997）

## 公共服務
- 廉政公署審查貪污舉報諮詢委員會成員（2003年1月1日 - 2006年12月31日）
- 廉政公署保護証人覆核委員會小組成員（2003年1月1日 - 2006年12月31日）
- 房屋及規劃地政局地產代理監管局成員（2002年11月1日 - 2006年10月31日）
- 規劃地政局上訴審裁處（建築物）主席（2000年12月1日 - 2006年11月30日）

## 外部連結
圖集（年青照）
- . 信報. 2018-10-10  [2020-06-23]. （原始内容存档于2020-06-06）.

官方網頁
- 余若薇個人網頁（页面存档备份，存于）
- 香港公民黨（页面存档备份，存于）
- Bar List at HKBA

| 政黨職務                         | 政黨職務                          | 政黨職務      |
| -------------------------------- | --------------------------------- | ------------- |
| 前任： 首任                      | 公民黨黨魁 2006年－2011年         | 繼任： 梁家傑 |
| 前任： 首任                      | 公民黨港島支部主席 2006年－2008年 | 繼任： 祁梅娟 |
| 前任： 正任：陳家洛 署理：吳靄儀 | 公民黨主席 2012年－2016           | 繼任： 梁家傑 |